# Gelsa
Gelsa (aragónul Exelsa vagy Xelsa) település Spanyolországban,  Zaragoza tartományban. Gelsa Sástago, Velilla de Ebro, Quinto és Pina de Ebro községekkel határos. Lakosainak száma 986 fő (2024).

## Népesség
A település népessége az utóbbi években az alábbiak szerint változott:
| Lakosok száma | 1239 | 1216 | 1198 | 1226 | 1173 | 1122 | 1055 | 1013 | 1007 | 986  |
|               | 2001 | 2004 | 2007 | 2009 | 2012 | 2014 | 2017 | 2019 | 2022 | 2024 |